# Johann Brantner
Johann Brantner (12. února 1827 Znojmo – 25. dubna 1904 Znojmo) byl rakousko-uherský politik, v letech 1886–1900 starosta Znojma.

## Životopis
Narodil se ve Znojmě do rodiny obchodníka Leopolda Brantnera a jeho ženy Theresie, rozené Schiller. Johann po smrti otce převzal jeho obchodní firmu, jednu z největších ve městě.
V roce 1870 stál u zrodu Německého občanského spolku (Deutscher Bürgerverein), obdoby českého sdružení Beseda znojemská. Byl také velitelem sboru dobrovolných hasičů, inicioval založení znojemského Červeného kříže a působil také jako vrchní ředitel Znojemské spořitelny. V roce 1886 se stal členem Obchodní a živnostenské komory v Brně.
Do místní politiky vstoupil v roce 1861. V roce 1873 se stal městským radním pro stavební záležitosti. Byl zastáncem modernizace města. Po smrti Antona Jungnickla, jehož už předtím zastupoval, na konci roku 1886 byl zvolen starostou. V následujících letech byl čtyřikrát znovuzvolen. Z titulu své funkce usedl v roce 1892 v čele výboru pro výstavbu nové budovy Městského divadla, jež bylo postaveno a otevřeno v letech 1899–1900. Z funkce odstoupil ze zdravotních důvodů v roce 1900. Po zvolení jeho nástupce Johanna Haaseho obdržel čestný titul „starostarosta města Znojma“. V roce 1894 obdržel rytířský kříž Řádu Františka Josefa.
Oženil se s Theresií Pöschel, s níž měl 3 děti – Theresie (nar. 1853), Johann Leopold (nar. 1863) a Rudolf (nar. 1866). Zemřel 25. dubna 1904 na vyčerpání sil.